# トリアジン

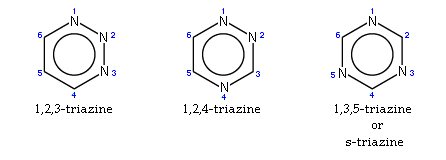
1,2,3-トリアジン、1,2,4-トリアジン、1,3,5-トリアジン

トリアジン (triazine, C3H3N3) は、複素環式化合物の一種で、窒素原子を3個含む不飽和の六員環構造を持つもの。窒素原子の位置が異なる異性体として 1,2,3-トリアジン、1,2,4-トリアジン、1,3,5-トリアジンの3種がある。

## 1,3,5-トリアジン
融点80°C、沸点114°C、無色の固体である。高い対称性を持つ。誘導体は、農薬（除草剤、殺菌剤）として用いられる。また水素結合能が高く、近年ではその自己集合性が注目されている。